# Seth Jones
Jared Seth Jones, född 3 oktober 1994 i Arlington i Texas, är en amerikansk professionell ishockeyback som spelar för Florida Panthers i NHL.
Han har tidigare spelat för Columbus Blue Jackets, Nashville Predators och Chicago Blackhawks i NHL; Portland Winterhawks i Western Hockey League (WHL) samt Team USA i United States Hockey League (USHL).
Jones vann Stanley Cup säsongen 2024–2025.
Han draftades av Nashville Predators i första rundan i 2013 års draft som fjärde spelare totalt.

## Statistik
| 2009–2010   | Dallas Stars Elite     | T1EHL       | 42  | 5  | 13  | 18  | 20  | —  | — | —  | —  | —  |
| 2010–2011   | Team USA               | USHL        | 28  | 1  | 13  | 14  | 20  | —  | — | —  | —  | —  |
|             | U.S. National U17 Team |             | 37  | 4  | 17  | 21  | 24  | —  | — | —  | —  | —  |
|             | U.S. National U18 Team |             | 20  | 0  | 10  | 10  | 8   | —  | — | —  | —  | —  |
| 2011–2012   | Team USA               | USHL        | 20  | 4  | 8   | 12  | 6   | —  | — | —  | —  | —  |
|             | U.S. National U18 Team |             | 52  | 8  | 23  | 31  | 18  | —  | — | —  | —  | —  |
| 2012–2013   | Portland Winterhawks   | WHL         | 61  | 14 | 42  | 56  | 33  | 21 | 5 | 10 | 15 | 4  |
| 2013–2014   | Nashville Predators    | NHL         | 77  | 6  | 19  | 25  | 24  | —  | — | —  | —  | —  |
| 2014–2015   | Nashville Predators    | NHL         | 82  | 8  | 19  | 27  | 20  | 6  | 0 | 4  | 4  | 6  |
| 2015–2016   | Nashville Predators    | NHL         | 40  | 1  | 10  | 11  | 10  | —  | — | —  | —  | —  |
|             | Columbus Blue Jackets  | NHL         | 41  | 2  | 18  | 20  | 12  | —  | — | —  | —  | —  |
| 2016–2017   | Columbus Blue Jackets  | NHL         | 75  | 12 | 30  | 42  | 24  | 5  | 0 | 2  | 2  | 0  |
| 2017–2018   | Columbus Blue Jackets  | NHL         | 78  | 16 | 41  | 57  | 30  | 6  | 1 | 4  | 5  | 4  |
| 2018–2019   | Columbus Blue Jackets  | NHL         | 75  | 9  | 37  | 46  | 28  | 10 | 3 | 6  | 9  | 0  |
| 2019–2020   | Columbus Blue Jackets  | NHL         | 56  | 6  | 24  | 30  | 20  | 10 | 1 | 3  | 4  | 4  |
| 2020–2021   | Columbus Blue Jackets  | NHL         | 56  | 5  | 23  | 28  | 26  | —  | — | —  | —  | —  |
| 2021–2022   | Chicago Blackhawks     | NHL         | 78  | 5  | 46  | 51  | 48  | —  | — | —  | —  | —  |
| 2022–2023   | Chicago Blackhawks     | NHL         | 72  | 12 | 25  | 37  | 30  | —  | — | —  | —  | —  |
| 2023–2024   | Chicago Blackhawks     | NHL         | 67  | 8  | 23  | 31  | 34  | —  | — | —  | —  | —  |
| 2024–2025   | Chicago Blackhawks     | NHL         | 42  | 7  | 20  | 27  | 18  | —  | — | —  | —  | —  |
|             | Florida Panthers       | NHL         | 21  | 2  | 7   | 9   | 4   | 23 | 4 | 5  | 9  | 10 |
| NHL totalt  | NHL totalt             | NHL totalt  | 860 | 99 | 342 | 441 | 308 | 60 | 9 | 24 | 33 | 24 |
| USHL totalt | USHL totalt            | USHL totalt | 48  | 5  | 21  | 26  | 26  | —  | — | —  | —  | —  |

### Internationellt
| Källa: Uppdaterad: 2024-10-21 | Källa: Uppdaterad: 2024-10-21 | Källa: Uppdaterad: 2024-10-21 |         | Utv = Utvisningsminuter | Utv = Utvisningsminuter | Utv = Utvisningsminuter | Utv = Utvisningsminuter | Utv = Utvisningsminuter |
| År                            | Lag                           | Mästerskap                    | Matcher | Mål                     | Assists                 | Poäng                   | Utv                     |                         |
| ----------------------------- | ----------------------------- | ----------------------------- | ------- | ----------------------- | ----------------------- | ----------------------- | ----------------------- | ----------------------- |
| 2011                          | USA                           | U18-VM                        | 6       | 0                       | 3                       | 3                       | 0                       |                         |
| 2012                          | USA                           | U18-VM                        | 6       | 3                       | 5                       | 8                       | 0                       |                         |
| 2013                          | USA                           | JVM                           | 7       | 1                       | 6                       | 7                       | 4                       |                         |
| 2014                          | USA                           | VM                            | 8       | 2                       | 9                       | 11                      | 6                       |                         |
| 2015                          | USA                           | VM                            | 10      | 1                       | 3                       | 4                       | 4                       |                         |
| 2016                          | Lag Nordamerika               | WC                            | 3       | 0                       | 0                       | 0                       | 2                       |                         |
| 2022                          | USA                           | VM                            | 3       | 1                       | 3                       | 4                       | 0                       |                         |
| 2024                          | USA                           | VM                            | 8       | 0                       | 5                       | 5                       | 0                       |                         |
| Junior totalt                 | Junior totalt                 | Junior totalt                 | 19      | 4                       | 14                      | 18                      | 4                       |                         |
| Senior totalt                 | Senior totalt                 | Senior totalt                 | 32      | 4                       | 20                      | 24                      | 12                      |                         |

## Privatliv
Seth Jones är son till Popeye Jones och bror till Caleb Jones.